# مثل هیچ‌کس (رمان)
مثل هیچ‌کس کتابی به نویسندگی سپیده خلیلی و ویراستای مهناز جوکار و تصویرگری لاله ضیایی است که در سال ۱۳۹۵ توسط نشر قدیانی، کتابهای بنفشه به زبان فارسی منشتر شد. این کتاب در زمینه داستان تألیفی کودک بوده و در زمستان ۱۳۹۶ در فهرست نامزدهای دریافت جایزه کتاب سال قرار گرفت.
کتاب مثل هیچ‌کس به عنوان یکی از برگزیدگان سی و پنجمین دوره کتاب سال ایران انتخاب شد.

## دربارهٔ کتاب
موضوع این رمان که برای کودکان گروه سنی (ب) در نظر گرفته شده، خانواده‌ای سه نفره است که منتظر به دنیا آمدن فرزند دوم‌شان هستند. بعد از تولد «نوید» آن‌ها می‌فهمند که او مثل هیچ‌کس نیست و بعد از آن ماجراهایی برای این خانواده پیش می‌آید که جذاب و خواندنی است. 

## بخشی از کتاب
«عمه مهین الان به بابا تلفن کن، بگو که برای دو تا بچه اونجایی که گفتی جا بگیره. منم با نوید می‌رم. کی گفته گردن همه باید مثل گردن غاز صاف باشه و پاهای همه باید یه اندازه باشه؟ کی گفته موهای بچه‌ها فقط باید قهوه‌ایی یا سیاه باشه؟ من می‌رم و خودم از نوید نگهداری می‌کنم تا هیچ وقت غصه نخوره…»

## جوایز
- کتاب برگزیده سال ۱۳۹۶[۱]

## در دورهٔ سی‌وپنجمِ جایزهٔ کتابِ سال
در سی و پنجمین دوره کتاب سال ایران آثار منتشر شده در بازه زمانی فروردین تا اسفند ۹۵ مورد ارزیابی و داوری قرار گرفته‌است. در مجموع ۵۵ هزار عنوان کتاب در این دوره قرار داشت که در نهایت ۲۵۵ اثر به مرحله دوم داوری راه یافت که در ۱۱ موضوع از جمله شامل کلیات، فلسفه، روانشناسی، فیلم، کودک و نوجوان و … در ۷۲ گروه مورد ارزیابی قرار گرفت. همچنین ۲۸ اثر تألیفی، ۱۳ اثر ترجمه ای و دو اثر تصحیحی انتخاب و به عنوان برگزیده یا شایسته تقدیر تعیین شده‌اند.